# Zell (Lucerna)
Zell (toponimo tedesco) è un comune svizzero di 2 119 abitanti del Canton Lucerna, nel distretto di Willisau.

## Geografia fisica
Il territorio del comune di Zell si estende nella valle del fiume Luthern.

## Monumenti e luoghi d'interesse
- Chiesa parrocchiale cattolica di San Martino, attestata dal 1275 e ricostruita nel 1606 e nel 1801-1803, con casa parrocchiale costruita nel 1683[3];
- Chiesa riformata di Hüswil, eretta nel 1940[3].

## Società

### Evoluzione demografica
L'evoluzione demografica è riportata nella seguente tabella:
Abitanti censiti

## Infrastrutture e trasporti
Il comune di Zell è servito dall'omonima stazione e da quella di Hüswil sulla ferrovia Huttwil-Wolhusen (linee S6, S7 e S61 della rete celere di Lucerna).